# Easter egg
Een Easter egg (Engels voor paasei) is een grap of een verborgen boodschap die in een computerprogramma, film, website, computerspel, dvd, cd (hidden track), plaatje, pretparkattractie of boek verwerkt is. Net als echte paaseieren zitten deze snufjes verborgen en moet ernaar gezocht worden.

## Computerprogramma's
Bij computerprogramma's komen Easter eggs tevoorschijn als men iets speciaals intypt of een bepaalde toetsencombinatie gebruikt. Na intypen van =rand() komt er in Microsoft Word bijvoorbeeld een lange tekst tevoorschijn en in Excel 2000 zit een vliegsimulator verborgen. Microsoft staat bekend om deze Easter eggs, maar ook vele andere bedrijven bouwen ze in hun software in. In de zoekmachine Google zijn Easter eggs te vinden als gezocht wordt naar Anagram, Tilt, Askew, Binary, Do a barrel roll, Zerg rush, Kerning en Atari breakout. Ook tijdens de hype rond de film Barbie in 2023 was in Google een Easter egg te vinden. Als naar de film werd gezocht kleurde de zoekpagina roze en verscheen er roze vuurwerk. Dit gebeurde ook als naar Margot Robbie werd gezocht die in de film meespeelde. In Mozilla Firefox verschijnt een bericht na het intypen van about:robots in het URL-kader. In Google Maps is de TARDIS van Doctor Who uit de gelijknamige Britse tv-serie te vinden als wordt gezocht naar Earls Court Road in Londen en hier op het blauwe politiehokje (Earl's Court Police Box) wordt geklikt. Een eenvoudiger alternatief is om in het zoekvak van Google Maps "Earls Court Police Box" te typen. Op deze manier wijst de rode aanwijzer dan meteen dit politiehokje aan waarbij ook de foto van de TARDIS wordt getoond.

## Computerspellen
Bij computerspellen wordt zoiets soms met opzet toegevoegd, omdat de gebruikers gewoonweg verwachten dat het spel aangepast kan worden door tijdens het spelen een speciale code in te typen. Deze zogenaamde cheats zijn zo ingeburgerd, dat ze geen Easter eggs worden genoemd. Daarom zijn de makers echte Easter eggs gaan maken, zoals in de serie Grand Theft Auto, Hitman: Blood Money, True Crime: New York City en vele andere computerspellen.

## Dvd en cd
Daarnaast bevatten sommige films op dvd ook Easter eggs. Door een bepaalde combinatie van toetsen op de afstandsbediening in te drukken verschijnt er bijvoorbeeld een trailer van een film. Een bekende Easter egg op een cd is te vinden op Amarok van Mike Oldfield. Hierop staat een boodschap in morsecode. Een andere Easter egg op deze cd verschijnt als deze wordt afgespeeld met de gelijknamige mediaspeler. Er verschijnt dan een speciaal venstertje met een bedankje.

## Auto's
In auto's van het merk Tesla Motors zitten ook Easter eggs verstopt. Wanneer men bij het laden van de auto tien keer op de laadknop klikte, liet de oplader een regenboogkleurig patroon zien (terwijl de kleur normaal wit is).

## Attractieparken

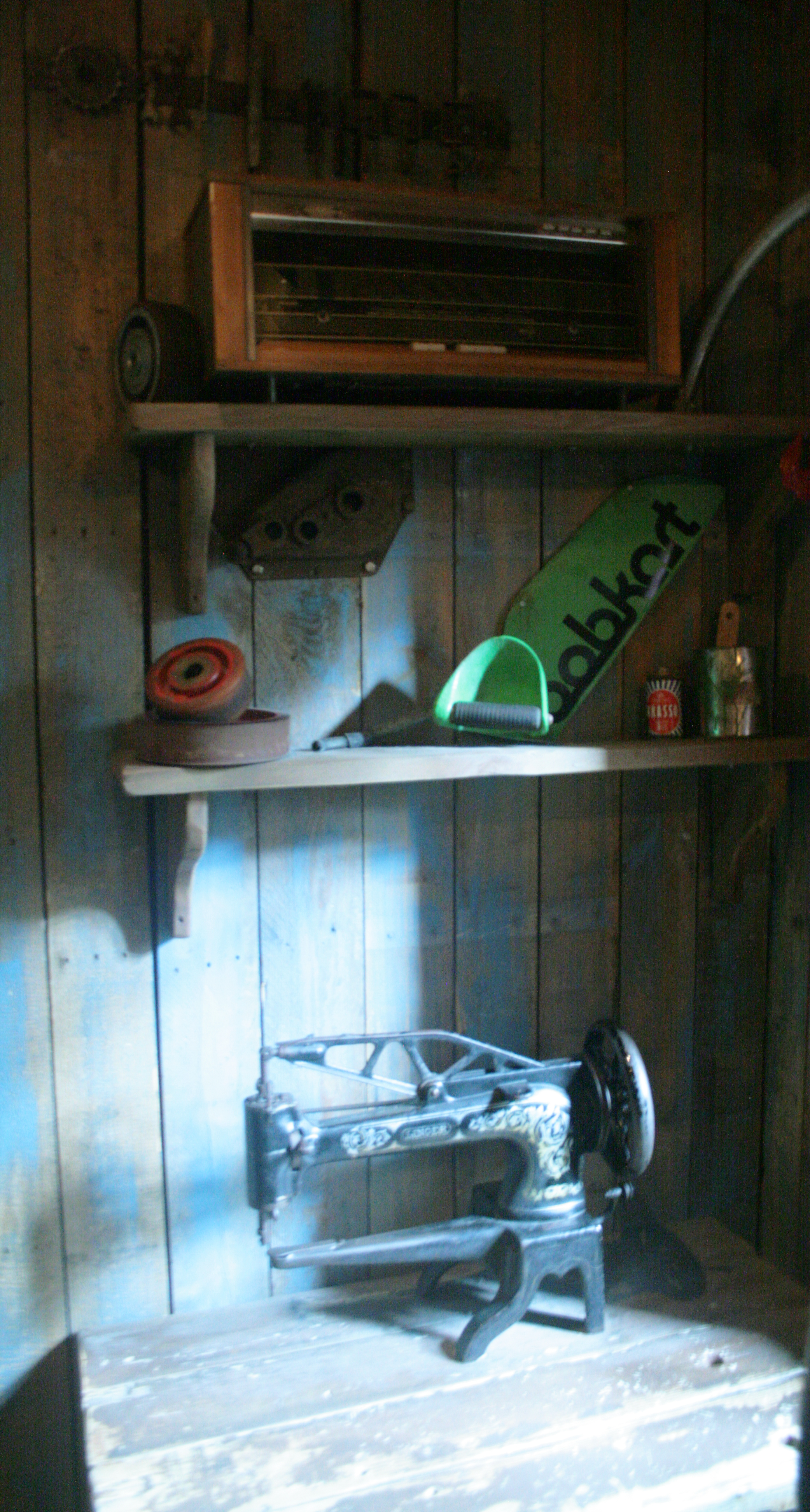
Easter egg in de wachtrij van Maximus' Blitz Bahn in Attractiepark Toverland.

In sommige attractieparken verstoppen ontwerpers in attracties en bebouwing verwijzingen. Voorbeelden die toegepast worden zijn:
- Het verwerken van de mascotte van het attractiepark in de decoratie zoals de Hidden Mickey's in Disney-parken.
- Verwijzingen naar belangrijke personen of ontwerpers (in de geschiedenis) van het desbetreffende attractiepark. Een voorbeeld is de Eftelingattractie Symbolica. Hier bevinden zich diverse boeken ter decoratie met daarop de naam Henny Knoet. Een verwijzing naar de bedenker van Pardoes.
- Verwijzingen naar voormalige attracties door bijvoorbeeld onderdelen en voorwerpen te verwerken in de decoratie. Een voorbeeld in de attractie Maximus' Blitz Bahn in Attractiepark Toverland. Op dezelfde locatie stond eerst de attractie Woudracer. Diverse onderdelen van de afgebroken attractie zijn terug te vinden in de wachtruimte.
- Met behulp van decoratie kunnen verwijzingen naar het thema waar de attractie over gaat terug gevonden worden. Een voorbeeld is de attractie Villa Volta waar zich een schilderij bevindt dat verwijst naar de hel, een terugkerend thema in de attractie.
- In Walibi Belgium is in de wachtrij van Psyké Underground een groot mechanisme te vinden. In werkelijkheid is dit de oude vliegwiellancering van de Turbine. In Challenge of Tutankhamon bevindt zich in de wachtrij dan weer het logo van Six Flags tussen een wand met hiërogliefen. Six Flags was de toenmalige eigenaar van het park. In deze attractie speelt de eerste scène zich af op een archeologische site. Op de laptops die daar staan kan men een persbericht van Sally Dark Rides lezen en een interview met Viviane Paturel, ex-directrice van het park.[(sinds) wanneer?]